# 新源道街道
新源道街道，是中华人民共和国河北省廊坊市广阳区下辖的一个乡镇级行政单位。

## 行政区划
新源道街道下辖以下地区：
新民社区、城市旺点社区、金桥社区、阿尔卡迪亚社区、金地社区、和平丽景社区、金泰社区、薛家营社区和紫金华府社区。